# 牛绍尧
牛绍尧（1944年5月—2014年8月23日），男，汉族，云南昆明人，中华人民共和国政治人物，全国人民代表大会云南地区代表。

## 生平
1967年，毕业于云南大学物理系半导体专业。1973年12月加入中国共产党。1992年，担任云南省人民政府副省长、云南省人大常委会副主任。2008年当选第十一届全国人大代表。
2014年8月23日，在昆明逝世，享年71岁。